# Pa amb tomàquet

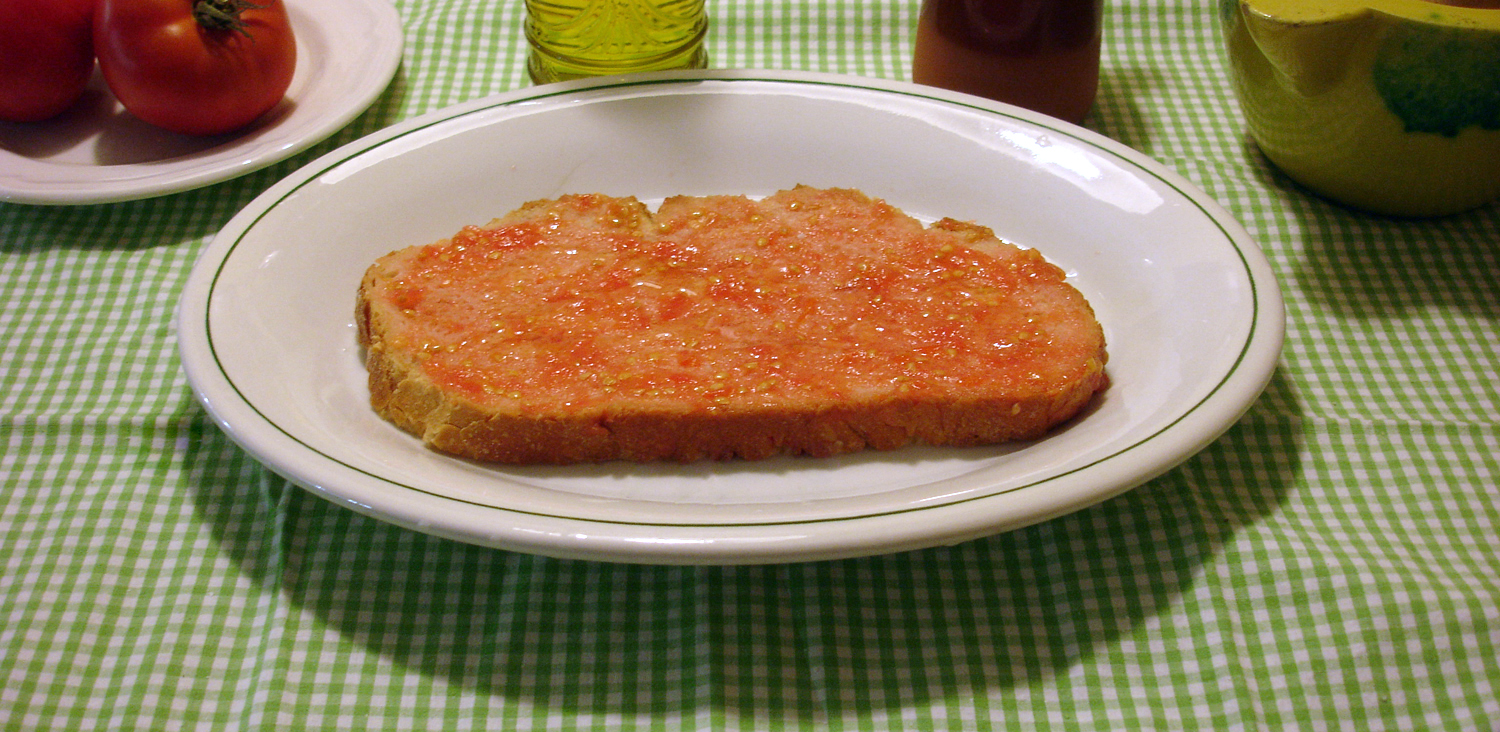
Pa amb tomàquet.

Pa amb tomàquet (significando em catalão pão com tomate) é uma receita típica da culinária da Catalunha que consiste em barrar com tomate cru e maduro uma fatia de pão (torrado ou não), de preferência do tipo conhecido como pão de pagès. O preparado é depois temperado a gosto com sal e azeite. Por vezes, é também adicionado alho ao tomate, para intensificar o sabor. O tomate é cortado ao meio e esfregado no pão.

## Utilização
Serve como acompanhamento de diversos pratos e é especialmente saboroso acompanhando enchidos, presunto, queijos, anchovas e omeletes espanholas.
É semelhante ao prato italiano conhecido como bruschetta.

## Origem
A origem é obscura e de certa forma desconhecida. Porém, alguns historiadores acreditam que, no início, a receita servia para amolecer o pão rijo. Outros historiadores, atribuem a criação da receita aos trabalhadores do metropolitano de Barcelona oriundos de Múrcia, que plantariam tomateiros perto dos carris, para barrarem o pão seco. No entanto, esta hipótese está desacreditada, dado que as primeiras notícias de pão com tomate na Catalunha datam de 1884.